# Петрешти (Хунедоара)
Петрешти (рум. Petrești) насеље је у Румунији у округу Хунедоара у општини Буржук. Oпштина се налази на надморској висини од 341 m.

## Становништво
Према подацима из 2002. године у насељу је живело 47 становника, од којих су сви румунске националности.